# Hem (Francia)
Hem è un comune francese di 17 320 abitanti situato nel dipartimento del Nord nella regione dell'Alta Francia.

## Società

### Evoluzione demografica
Abitanti censiti